# 越灭吴之战
越灭吴之战是发生在中国春秋晚期吴和越两诸侯国间的战争。越国虽然在一开始时处于弱势，并一度亡国，但越王勾践卧薪尝胆，经过一系列战争后攻破了吴都吴城，吴王夫差自杀，吴国灭亡，而越国的声望达到前所未有的高峰，越王勾践称霸，成为历史上春秋五霸中的最后一位霸王。

## 吴越恩怨
春秋后期，当中原诸侯的争霸接近尾声时，地处长江下游一带的吴、越两国实力逐渐增强。首先崛起的是吴国，楚国为了制约吴国，积极扶植越侯允常，使得越国力量迅速壮大，从而成为吴国的心腹大患。
见于《春秋》记载的吴越交兵共有十次。第一次为周景王元年（公元前544年），吴国进攻越国，一个越国俘虏后来担任吴国的“阍”（警卫），负责看守船只，吴王餘祭去观赏船只时，被此阍以刀刺杀而死。第二次是周景王八年（公元前537年）鹊岸之战，越大夫常寿过率军协同楚国攻打吴国。第三次是周敬王二年（公元前518年）吴灭巢与钟离之战，越国的公子仓赠船给楚平王。第四次是周敬王十年（公元前510年）檇里之战，吴国进攻越国，开始对越国用兵。史墨说：“不到四十年，越国大概要占有吴国吧。越国得到岁星的照临被吴国进攻，吴国必然受到岁星降下的灾祸。”周敬王十四年（公元前506年），吴王阖闾以伍子胥为大将，在柏举之战击溃楚军，进而占领楚国都城郢，称霸东南。于是爆发第五次吴越冲突，周敬王十五年（公元前505年）夏，因为吴军主力在楚，越国攻打吴国。其后五次分别是槜李之战（前496年）、夫椒之战（前494年）、越袭吴都之战（前482年）、笠泽之战（前478年）、灭吴之战（前475年—前473年）。
周敬王二十四年（公元前496年），允常病死，其子勾践即位为越侯，不久改称为越王。吴王阖闾以此为借口大举攻越，反被越军大败于槜李（今浙江嘉兴）。阖闾不久因伤身亡，临终前嘱咐其子夫差“必毋忘越”。周敬王二十六年（公元前494年），吴王夫差为报父仇，准备兴兵伐越，得知消息勾践不顾范蠡等人反对，决定先发制人，出兵攻吴。夫差以吴国精兵迎战，在夫椒之战大败越军，占领越都会稽，并将勾践围困于会稽山。勾践采纳范蠡的建议，向夫差求和，献上美女西施，并重金贿赂吴太宰伯嚭。虽然伍子胥认为“今不灭越，后必悔之”，但急于北上和齐国争霸的夫差最终采纳了伯嚭的意见，答应越国议和。战后勾践依约为夫差作奴仆，最终骗得夫差的信任，3年后夫差将勾践释放回越国。
勾践回国后发誓复仇灭吴，卧薪尝胆，休养生息，同时重用范蠡、文种等人，国力得到恢复。而夫差却把目标放在北进中原，并在期间发动一系列旨在称霸的战争（公元前489年吴攻陈城父之战、公元前487年吴攻鲁夷之战、公元前485年吴舟师攻齐之战、公元前484年艾陵之战等），并且听从伯嚭的谗言杀伍子胥，而对勾践却没有半点防范之心。

## 越袭吴都之战
周敬王三十八年（前482年），夫差自率精兵3万北上黄池（今河南封丘西南）和各诸候国会盟，企图称霸，只留下太子友等人率1万人留守吴城，勾践趁虚而入，调集越军4.9万（习流二千人、教士四万人、君子六千人及诸御千人），兵分两路进攻。其中一路由范蠡率领循海而逆入淮河，以切断吴军自黄池的归路；另一路由勾践自率主力进攻吴城。
吴太子友认为吴国精兵已全部北上，实力不足，主张坚守待援。但吴将王孙弥庸擅自率5000人出战，虽然击败越国先头部队，但随着勾践主力部队到达，很快就被越军包围聚歼。越国随后攻占吴都，杀太子友。夫差会盟回国后，因都城已失，士卒疲惫，无力再战，就派太宰嚭向越求和。而勾践也因吴国主力未损，越军实力不足灭吴，允许和议撤兵。
吴国的军事优势已经丧失，夫差佯作息民姿态，暗中作战争准备，企图恢复力量复仇。

## 笠泽之战
周敬王四十二年（前478年），吴国发生饥荒。勾践接受文种之计，乘机率军5万发动进攻。夫差闻讯仓猝起兵抵御，双方在笠泽江（位于今江苏省苏州市吴江区）隔江相峙，吴越两军在南北岸布阵，准备白天在江上水战。
晚上，勾践派出部分兵力组成左、右两队隐蔽江中，半夜时鸣鼓呐喊，进行佯攻。吴军误以为越军打算分两队渡江，夹击吴军，于是也分兵两路准备迎战。勾践乘机以私卒君子六千人为中军主力潜行渡江，出其不意地从吴军两部中间薄弱部位展开进攻，吴军大乱，兵败溃退。越军左、右两队渡江乘胜猛追，再战于没，三战于郊。吴军三战三败，退守吴都。越国占领吴国大片土地。
笠泽之战过后，吴越两国军事实力对比发生根本性变化，越已占有绝对优势。

## 越攻吴都之战
周元王元年（前475年），勾践倾全国之力，发动灭吴战争。吴国经过长期战争，元气大伤，再加上年青壮年大多阵亡，力量对比悬殊，无力抵御越军，只能退回吴城死守。越国则在吴城西南郊筑城，采用长期围困的战术。
越军包围吴国三年，终于在周元王三年（前473年）攻陷吴城。吴王仅率亲近卫士与大臣，突围西上姑苏山，数次派使者向勾践请和。勾践提出將吳王流放甬東，吳王不能接受而自殺。一說勾踐戰後逼迫吳王自殺。吴国灭亡。

## 战后
战后越国吞并了吴国的土地，声望达到前所未有的高度。勾践率军北渡淮河，在徐州（今山东滕州）会见各国诸侯，并遣使致贡于周。周元王封勾践为「伯」。勾践把吴国侵占陈、宋兩国的土地归还，又把吴国的部分土地送给鲁国和楚国。在各诸侯的推举下，勾践号称霸王，成为春秋史上的最后一位霸主。